# Hermann III. (Schwaben)
Hermann III. (* vor Oktober 995; † 1. April 1012) aus der Familie der Konradiner war seit 1003 Herzog von Schwaben als Sohn und Nachfolger von Hermann II.
Das Herzogtum wurde jedoch nicht nur aufgrund seiner Minderjährigkeit, sondern eher aufgrund der Gegenkandidatur seines Vaters bei der Wahl König Heinrichs II. im Jahr 1002 von diesem faktisch direkt regiert, ein Zustand, der mit wechselnder Besetzung bis in die Mitte des Jahrhunderts andauern sollte und unter anderem auch zum Aufstand des späteren Herzogs Ernst II. führen sollte.
Mit Hermann III. starb die ältere Linie der Konradiner im Mannesstamm aus. Sein Nachfolger wurde der Babenberger Ernst I., der zwei Jahre später (1014) Hermanns Schwester Gisela heiratete und damit nachträglich dessen Schwager wurde.
| Vorgänger   | Amt                           | Nachfolger |
| ----------- | ----------------------------- | ---------- |
| Hermann II. | Herzog von Schwaben 1003–1012 | Ernst I.   |

| Personendaten    | Personendaten                   |
| ---------------- | ------------------------------- |
| NAME             | Hermann III.                    |
| KURZBESCHREIBUNG | Herzog von Schwaben (1003–1012) |
| GEBURTSDATUM     | vor Oktober 995                 |
| STERBEDATUM      | 1. April 1012                   |